# Ronde van Spanje 2007/Eenentwintigste etappe
De eenentwintigste etappe van de Ronde van Spanje 2007 vond plaats op 23 september 2007 en voerde van Rivas-Vaciamadrid naar de Spaanse hoofdstad Madrid. Het was een nagenoeg vlakke rit en tevens de laatste rit van deze Vuelta. De etappe was 98 kilometer lang. Onderweg waren er twee tussensprints.

## Verslag
De etappe was een typische laatste rit van een grote ronde. In rustig tempo gingen de renners grappen en grollend richting Madrid, waar vier keer een slotronde van bijna zeven kilometer moest worden afgelegd. In de vier ronden vonden diverse ontsnappingen plaats, maar de etappe eindigde in een massasprint. Daniele Bennati won en haalde daardoor voldoende punten om Denis Mensjov te passeren als leider in het puntenklassement. Alessandro Petacchi werd tweede, voor Aljaksandr Oesaw.
Mensjov werd voor de tweede keer winnaar van het eindklassement. Hij won tevens het bergklassement en het combinatieklassement. Caisse d'Epargne eindigde bovenaan in het ploegenklassement.

### Tussensprints
- Eerste tussensprint in Rivas-Vaciamadrid, na 53 km: Daniele Bennati
- Tweede tussensprint in Madrid, na 86 km: Alessandro Vanotti

### Beklimmingen
Er waren geen beklimmingen.

### Opgaves
Er waren geen opgaves.

## Uitslag
| rang | renner              | land        | ploeg                 | tijd      |
| ---- | ------------------- | ----------- | --------------------- | --------- |
| 1    | Daniele Bennati     | Italië      | Lampre                | 2u 37'27" |
| 2    | Alessandro Petacchi | Italië      | Team Milram           | z.t.      |
| 3    | Aljaksandr Oesaw    | Wit-Rusland | Ag2r Prévoyance       | z.t.      |
| 4    | Mark Renshaw        | Australië   | Crédit Agricole       | z.t.      |
| 5    | Davide Viganò       | Italië      | Quick·Step-Innergetic | z.t.      |
| 6    | André Greipel       | Duitsland   | T-Mobile Team         | z.t.      |
| 7    | Koldo Fernández     | Spanje      | Euskaltel-Euskadi     | z.t.      |
| 8    | Erki Pütsep         | Estland     | Bouygues Télécom      | z.t.      |
| 9    | Daniel Moreno       | Spanje      | Relax-GAM             | z.t.      |
| 10   | Leonardo Duque      | Colombia    | Cofidis               | z.t.      |

## Klassementen

### Algemeen klassement
| rang | renner            | land      | ploeg                 | tijd       |
| ---- | ----------------- | --------- | --------------------- | ---------- |
| 1    | Denis Mensjov     | Rusland   | Rabobank              | 80u 59'07" |
| 2    | Carlos Sastre     | Spanje    | Team CSC              | op 3'31"   |
| 3    | Samuel Sánchez    | Spanje    | Euskaltel-Euskadi     | op 3'46"   |
| 4    | Cadel Evans       | Australië | Predictor-Lotto       | op 3'56"   |
| 5    | Ezequiel Mosquera | Spanje    | Karpin-Galicia        | op 6'34"   |
| 6    | Vladimir Jefimkin | Rusland   | Caisse d'Epargne      | op 7'07"   |
| 7    | Vladimir Karpets  | Rusland   | Caisse d'Epargne      | op 8'09"   |
| 8    | Igor Antón        | Spanje    | Euskaltel-Euskadi     | op 8'44"   |
| 9    | Manuel Beltrán    | Spanje    | Liquigas              | op 9'38"   |
| 10   | Carlos Barredo    | Spanje    | Quick·Step-Innergetic | op 10'12"  |

### Puntenklassement
| rang | renner          | land    | ploeg             | punten |
| ---- | --------------- | ------- | ----------------- | ------ |
| 1    | Daniele Bennati | Italië  | Lampre-Fondital   | 147    |
| 2    | Denis Mensjov   | Rusland | Rabobank          | 135    |
| 3    | Samuel Sánchez  | Spanje  | Euskaltel-Euskadi | 127    |

### Bergklassement
| rang | renner            | land    | ploeg             | punten |
| ---- | ----------------- | ------- | ----------------- | ------ |
| 1    | Denis Mensjov     | Rusland | Rabobank          | 90     |
| 2    | Jurgen Van Goolen | België  | Discovery Channel | 78     |
| 3    | Carlos Sastre     | Spanje  | Team CSC          | 69     |

### Combinatieklassement
| rang | renner         | land    | ploeg             | punten |
| ---- | -------------- | ------- | ----------------- | ------ |
| 1    | Denis Mensjov  | Rusland | Rabobank          | 4      |
| 2    | Samuel Sánchez | Spanje  | Euskaltel-Euskadi | 11     |
| 3    | Carlos Sastre  | Spanje  | Team CSC          | 15     |

### Ploegenklassement
| rang | ploeg             | land      | tijd        |
| ---- | ----------------- | --------- | ----------- |
| 1    | Caisse d'Epargne  | Spanje    | 242u 55'05" |
| 2    | Euskaltel-Euskadi | Spanje    | op 12'43"   |
| 3    | Ag2r Prévoyance   | Frankrijk | op 30'25"   |

1e etappe ·
2e etappe ·
3e etappe ·
4e etappe ·
5e etappe ·
6e etappe ·
7e etappe ·
8e etappe ·
9e etappe ·
10e etappe ·
11e etappe ·
12e etappe ·
13e etappe ·
14e etappe ·
15e etappe ·
16e etappe ·
17e etappe ·
18e etappe ·
19e etappe ·
20e etappe ·
21e etappe

Startlijst · Eindstanden · Afbeeldingen